# Первомайское сельское поселение (Батыревский район)
Первомайское се́льское поселе́ние — муниципальное образование в Батыревском районе Чувашской Республики Российской Федерации.
Административный центр — село Первомайское.

## История
Статус и границы сельского поселения установлены Законом Чувашской Республики от 24 ноября 2004 года № 37 «Об установлении границ муниципальных образований Чувашской Республики и наделении их статусом городского, сельского поселения, муниципального района и городского округа».
Восточная граница сельского поселения с севера проходит по существующей с Бикшикским, Норваш-Шигалинским сельскими поселениями и Батыревским лесхозом границе от земель сельскохозяйственной артели «Первомайск», поворачивая на юго-восток пересекая грунтовую дорогу около бывшего лесокомбината, далее на юг вдоль квартала Булинского лесничества Батыревского лесхоза 21, далее на юг по ручью, впадающему в р. Булу с южной стороны д. Кокшаново вдоль земель сельскохозяйственной артели «Малалла».
Южная граница сельского поселения с востока проходит по существующей с Шаймурзинским сельским поселением границе вдоль земельных участков сельскохозяйственной артели «Малалла» от  истока ручья впадающего в р. Булу с южной стороны д. Кокшаново, пересекая р. Шлипшур и дорогу Полевое Чекурово — Верхнее Атыково около второго изгиба до ручья Чулгась.
Западная граница сельского поселения с юга проходит по существующей с Шаймурзинским, Сигачинским, Балабаш-Баишевским и Бахтигильдинским сельскими поселениями границе от ручья Чулгась далее на северо-запад вдоль границ земельных участков сельскохозяйственной артели «Малалла» с выходом к р. Юлум, поворачивая по р. Юлум  на северо-восток до устья рек Юлум и Була в западной точке д. Полевое Чекурово, поворачивая на запад по р. Буле до устья рек Булы и Керленке, поворачивая на север от устья рек Була и Керленке, далее по ручью вдоль земель сельскохозяйственного производственного кооператива  «Ударник».

## Население
| 2010  | 2012  | 2013  | 2014  | 2015  | 2016  | 2017  |
| ----- | ----- | ----- | ----- | ----- | ----- | ----- |
| 2533  | ↘2466 | ↘2407 | ↘2354 | ↘2315 | ↘2250 | ↘2183 |
| 2018  | 2019  | 2020  | 2021  |       |       |       |
| ↘2126 | ↘2068 | ↘2018 | ↘1975 |       |       |       |

## Состав сельского поселения
| № | Населённый пункт      | Тип населённого пункта       | Население |
| - | --------------------- | ---------------------------- | --------- |
| 1 | Верхние Бюртли-Шигали | деревня                      | ↗284      |
| 2 | Кокшаново             | деревня                      | ↗367      |
| 3 | Нижнее Атыково        | деревня                      | ↗283      |
| 4 | Первомайское          | село, административный центр | ↗1262     |
| 5 | Полевое Чекурово      | деревня                      | ↗321      |
| 6 | Сидели                | деревня                      | ↗555      |